# Обероттмарсгаузен
Обероттмарсгаузен (нім. Oberottmarshausen) — громада в Німеччині, знаходиться в землі Баварія. Підпорядковується адміністративному округу Швабія. Входить до складу району Аугсбург. Складова частина об'єднання громад Гросайтінген.
Площа — 8,60 км2. Населення становить 1736 ос. (станом на 31 грудня 2020).

## Галерея

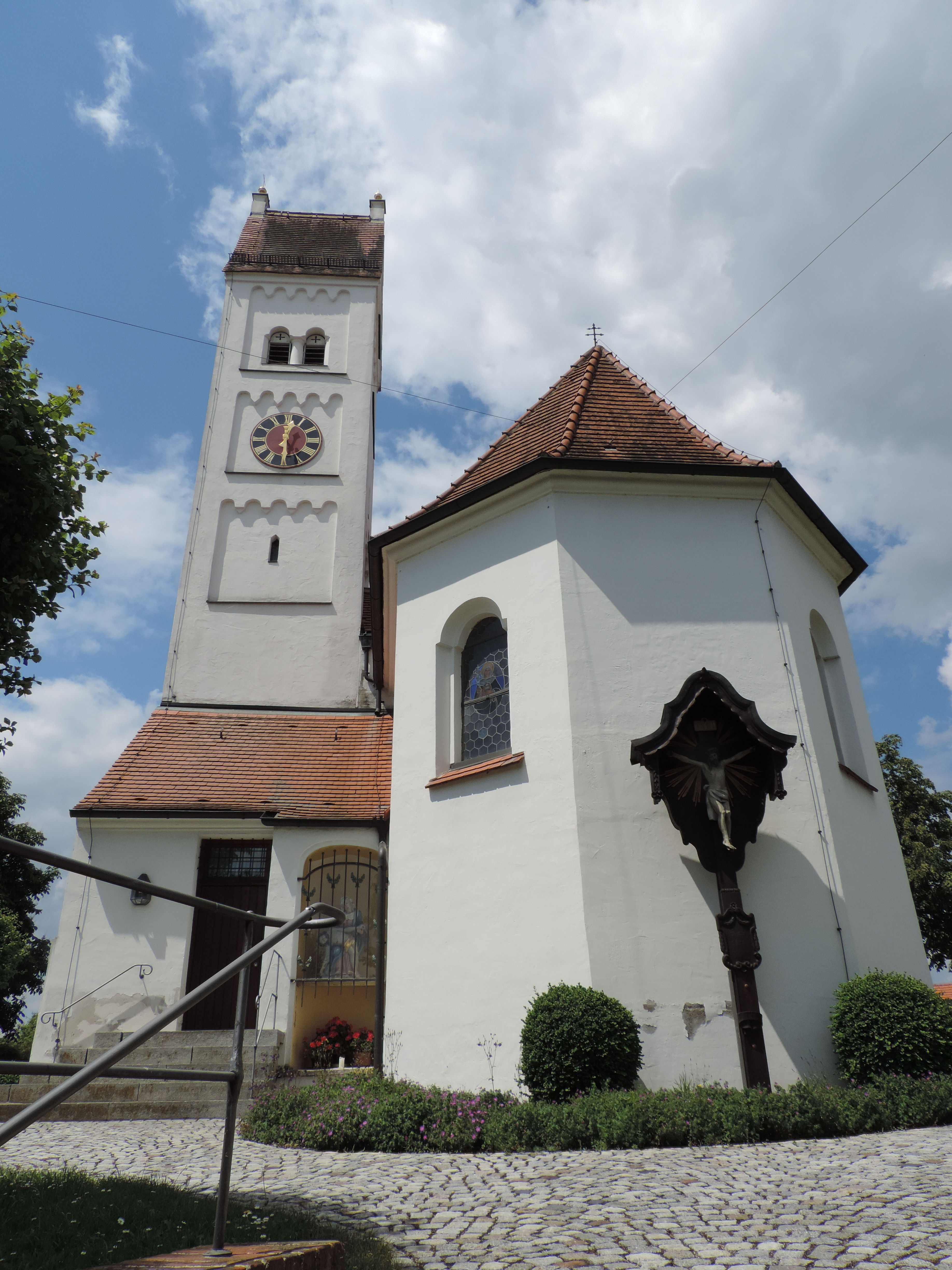